# Ivlev (Rusia)
Ivlev (del ruso: Ивлев) es un selo del raión de Gulkévichi del krai de Krasnodar, en el sur de Rusia. Está situado a orillas del río Zelenchuk Vtoroi, 23 km al suroeste de Gulkévichi y 125 km al este de Krasnodar, la capital del krai. Tenía 118 habitantes en 2010.
Pertenece al municipio Nikolenskoye.